# Hans Ullrich (Manager)

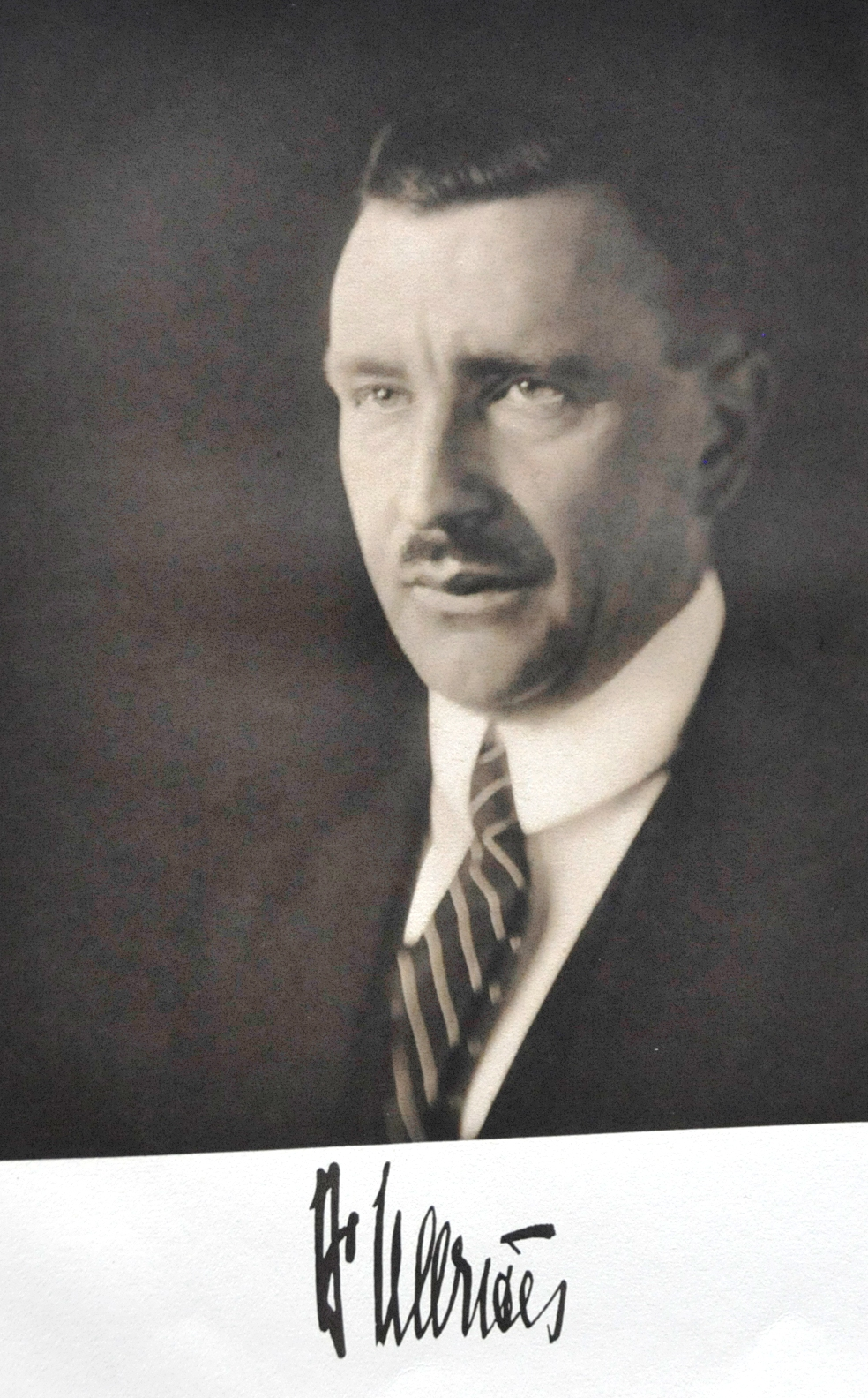
Hans Ullrich (1940)

Hans Ullrich (* 15. März 1889 in Eisfeld; † 18. Februar 1971 in Göttingen) war ein deutscher Versicherungsmanager.

## Leben
Ullrich besuchte das Martin-Luther-Gymnasium Eisenach. Nach dem Abitur studierte er an der Georg-August-Universität Göttingen Rechtswissenschaft. 1908 wurde er im Corps Brunsviga Göttingen recipiert. Als Inaktiver wechselte er an die Ludwig-Maximilians-Universität München und die heimatliche Universität Jena. Er legte Ende 1911 das erste Staatsexamen ab und wurde 1912 in Jena zum Dr. iur. promoviert. Anschließend diente er als Einjährig-Freiwilliger bei der Feldartillerie. Als Reserveoffizier nahm er am ganzen Ersten Weltkrieg teil. Nachdem er im Mai 1920 das zweite Staatsexamen abgelegt hatte, trat er Mitte 1920 in die Gothaer Lebensversicherungsbank a. G. ein. Er wurde 1921 stellvertretender Direktor, 1923 Direktor und ordentliches, alleinvertretungsberechtigtes Vorstandsmitglied und 1931 Generaldirektor. 1931 war er ebenfalls Aufsichtsratsmitglied der Gothaer Allgemeinen Versicherungsbank AG. Stellvertretender Aufsichtsratsvorsitzender der Karola-Werk, Chemische Fabrik AG in Eisenach, Vorsitzender des Aufsichtsrats der Ullrich, Sauer und Co. AG in Gräfenroda und Mitglied des Aufsichtsrates der Mitteldeutschen Zentralgenossenschaftsbank in Gotha.
In der Zeit des Nationalsozialismus wurde er 1934 Vorsitzender der Akademie für Deutsches Recht und 1939 Vorsitzender des Zentralausschusses für Rechtsfragen der Versicherungswirtschaft. Er war Mitglied der NSDAP (Mitgliedsnummer 2.021.979) und der SS (Mitgliedsnummer 231.978).
Nach dem Zweiten Weltkrieg war er Generaldirektor der 1946 nach Göttingen verlegten Gothaer Lebensversicherung AG und Vorsitzender des Aufsichtsrats der Gothaer Allgemeine Versicherung AG und stellvertretender Aufsichtsratsvorsitzender der Gothaer Lebensversicherung AG.

## Auszeichnungen
- Eisernes Kreuz II. und I. Klasse
- Kreuz für Verdienste im Kriege (Sachsen-Meiningen)
- Verwundetenabzeichen